# Mohelnice
Mohelnice (deutsch Müglitz) ist eine Stadt in Tschechien. Sie liegt 32 Kilometer nordwestlich von Olomouc in Mähren und gehört zum Okres Šumperk.

## Geographie
Mohelnice befindet sich in der Mohelnická brázda (Müglitzer Furche) an der Einmündung der Mírovka (Grundbach oder Mühlbach) in die March am westlichen Ufer des Flusses.
Nachbarorte sind Květín, Libivá, Lukavice und Háj im Norden, Třeština und Stavenice im Nordosten, Hlivice, Kluče und Králová im Osten, Tkanovice und Moravičany im Südosten, Dolní Krčmy, Dolní Válce und Horní Krčmy im Süden, Újezd, Líšnice und Vyšehorky im Südwesten, Podolí im Westen sowie Podolíčko und Křemačov im Nordwesten.

## Geschichte

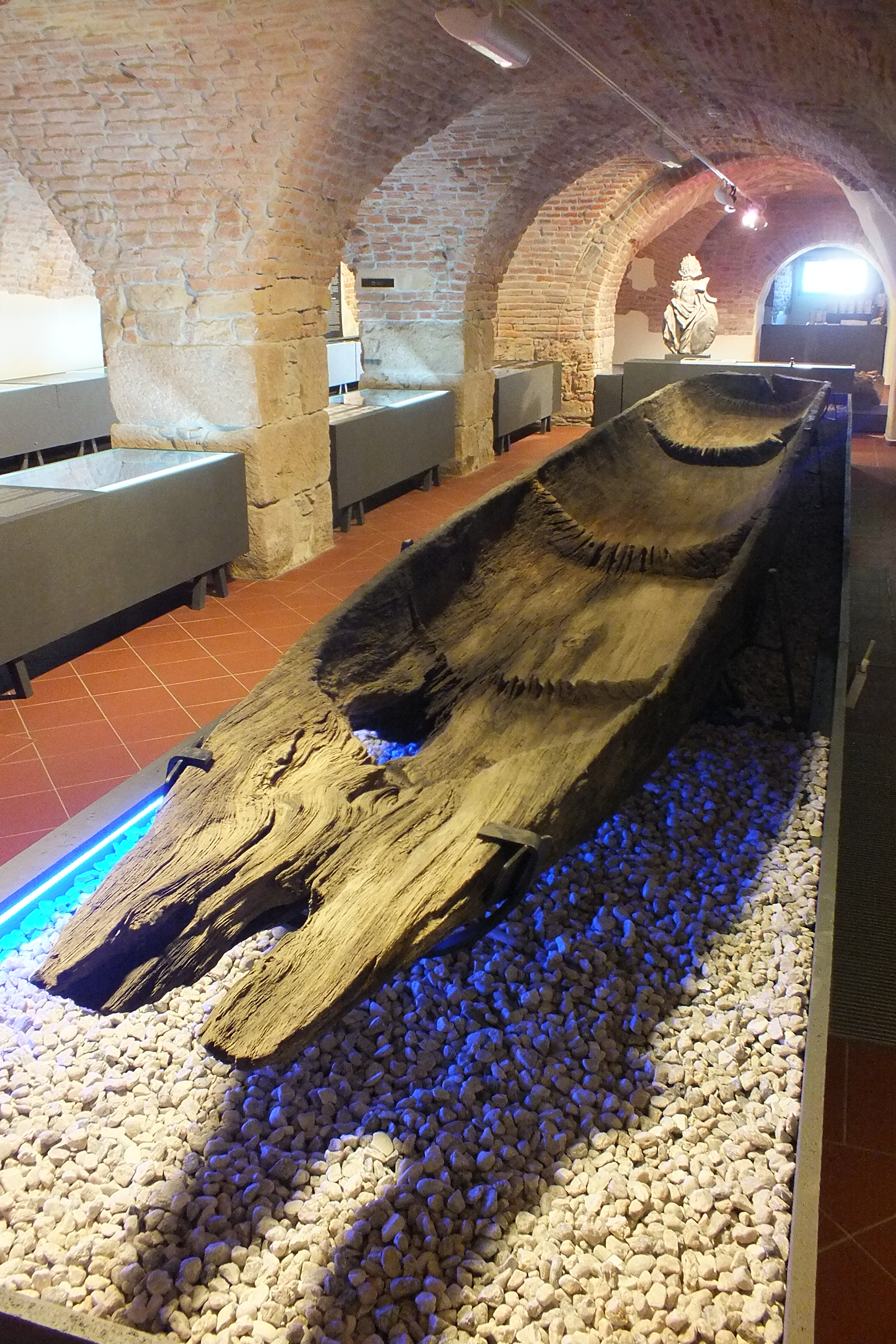
Einbaum von Mohelnice

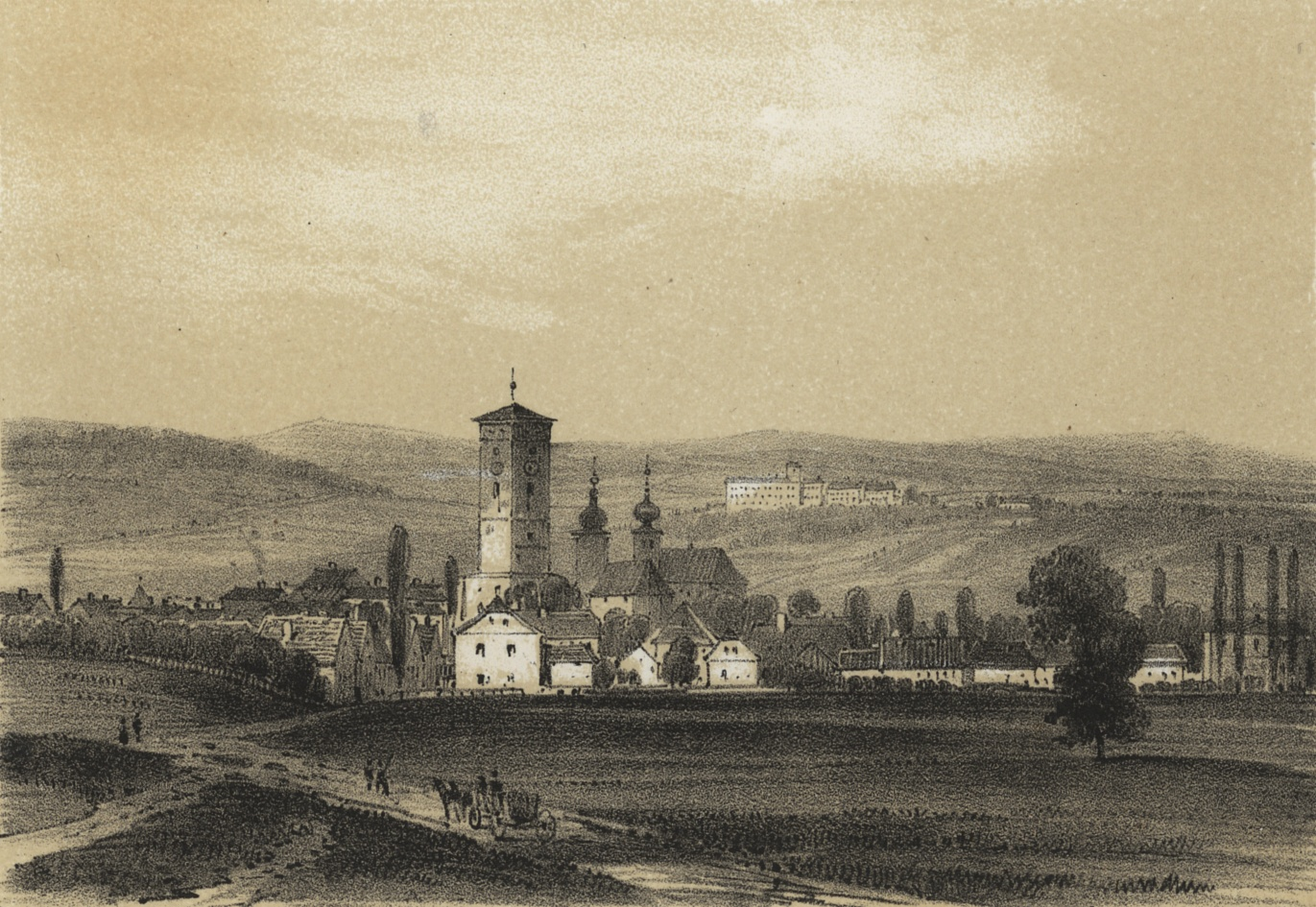
Stadtansicht von 1845.

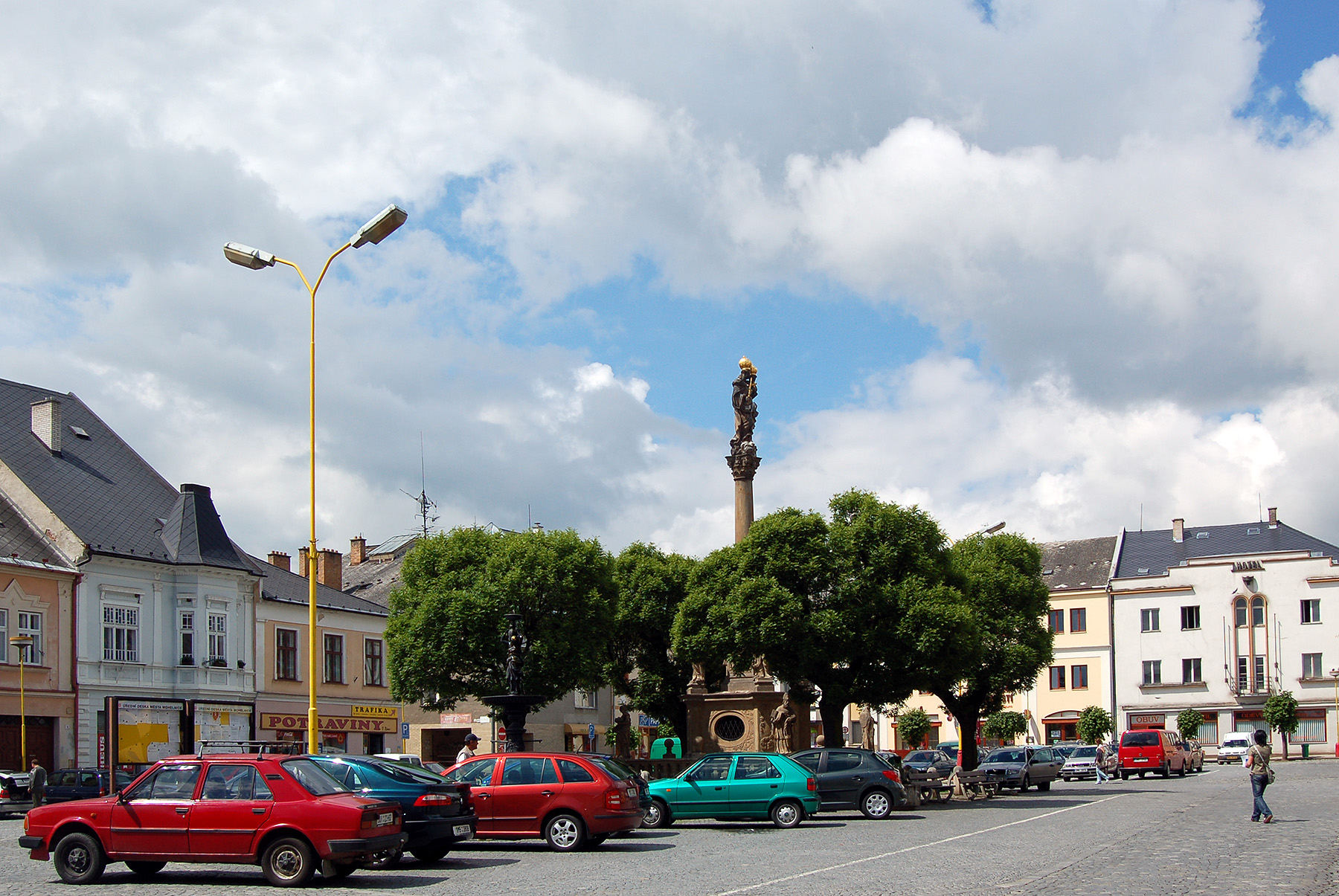
Marktplatz beim Stadtzentrum

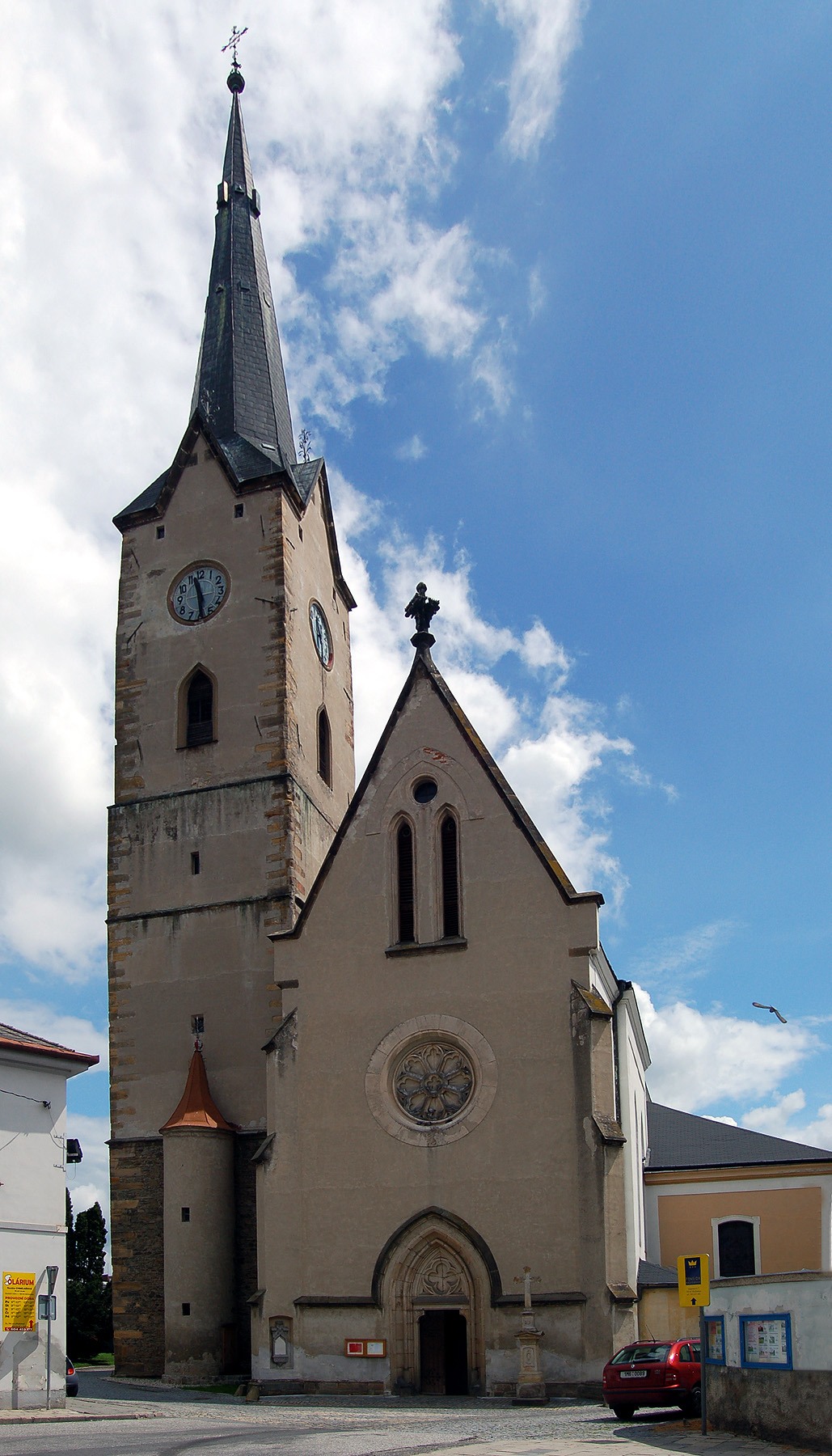
Thomaskirche (Anfänge im 13. Jh.)

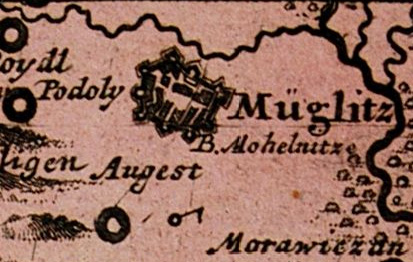
Historischer Stadtplan von 1716

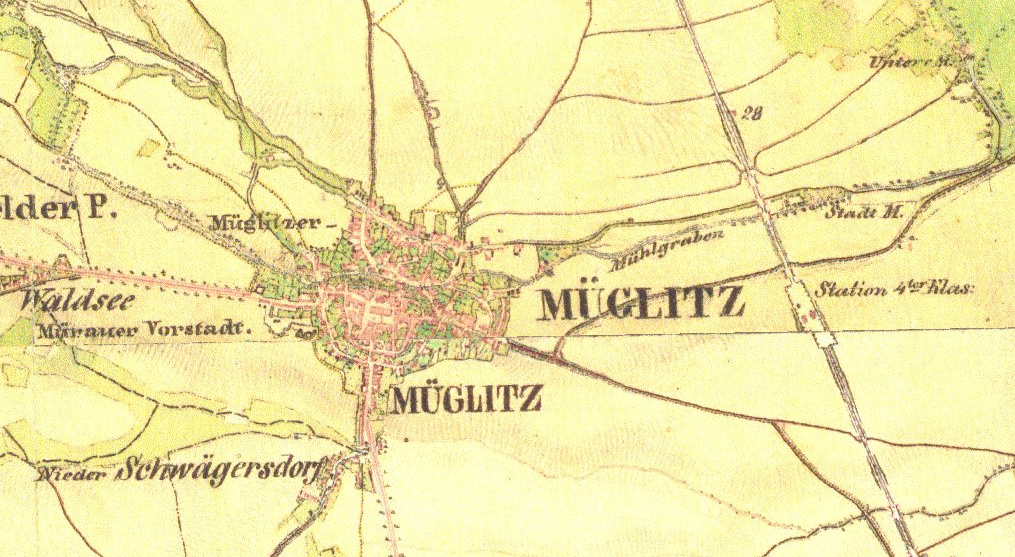
Landkarte aus der Zeit 1836–1852

Erstmals erwähnt wurde der Ort 1131 durch Bischof Jindřich Zdík in einer Besitzliste des Olmützer Kapitels. Seit 1247 ist die Kirche der Jungfrau Maria Himmelfahrt nachweisbar. 1250 verlieh Bischof Bruno von Schauenburg Müglitz das Magdeburger Stadtrecht. 1307 und 1312 wütete die Pest in der Stadt.
Am 28. Oktober 1424 fielen die Hussiten in Müglitz ein und verwüsteten die Stadt, die heftigen Widerstand leistete. Bei der Einnahme kam es zu einem Blutbad und mehr als 700 Menschen wurden niedergemetzelt. 1568 zerstörte ein Stadtbrand große Teile von Müglitz.
Während des Dreißigjährigen Krieges plünderten 1623 die Schweden unter Gábor Bethlen die Stadt und im selben Jahr brach erneut die Pest aus, an der ein Drittel der Bewohner verstarb. Zwischen 1642 und 1645 folgten weitere Plünderungen durch die Schweden und erneut brachen Seuchen aus. 1685 wurde Pfarrer und Dechant Christoph Alois Lautner Opfer der Hexenprozesse.
Im Jahre 1753 erfolgte die letzte Hinrichtung in der Stadt. 1772 wurden erstmals Kartoffeln angebaut und 1775 das erste Postamt eingerichtet. 1828 wurde die Straße von Olmütz nach Prag ausgebaut und eine weitere ins nördlich gelegene Hohenstadt angelegt. 1832 brach die Cholera aus und forderte 100 Opfer. 1836 entstand die Straßenverbindung nach Mährisch Aussee. Der Stadtbrand von 1841 vernichtete 191 Häuser. 1845 nahm die Eisenbahn von Olmütz nach Prag den Betrieb auf und ein Jahr später entstand der Bahnhof in Müglitz. Die nächste Choleraepidemie, an der 300 Einwohner starben, folgte 1849. Auch 1851, 1855 und 1866 brach diese Seuche wieder aus.

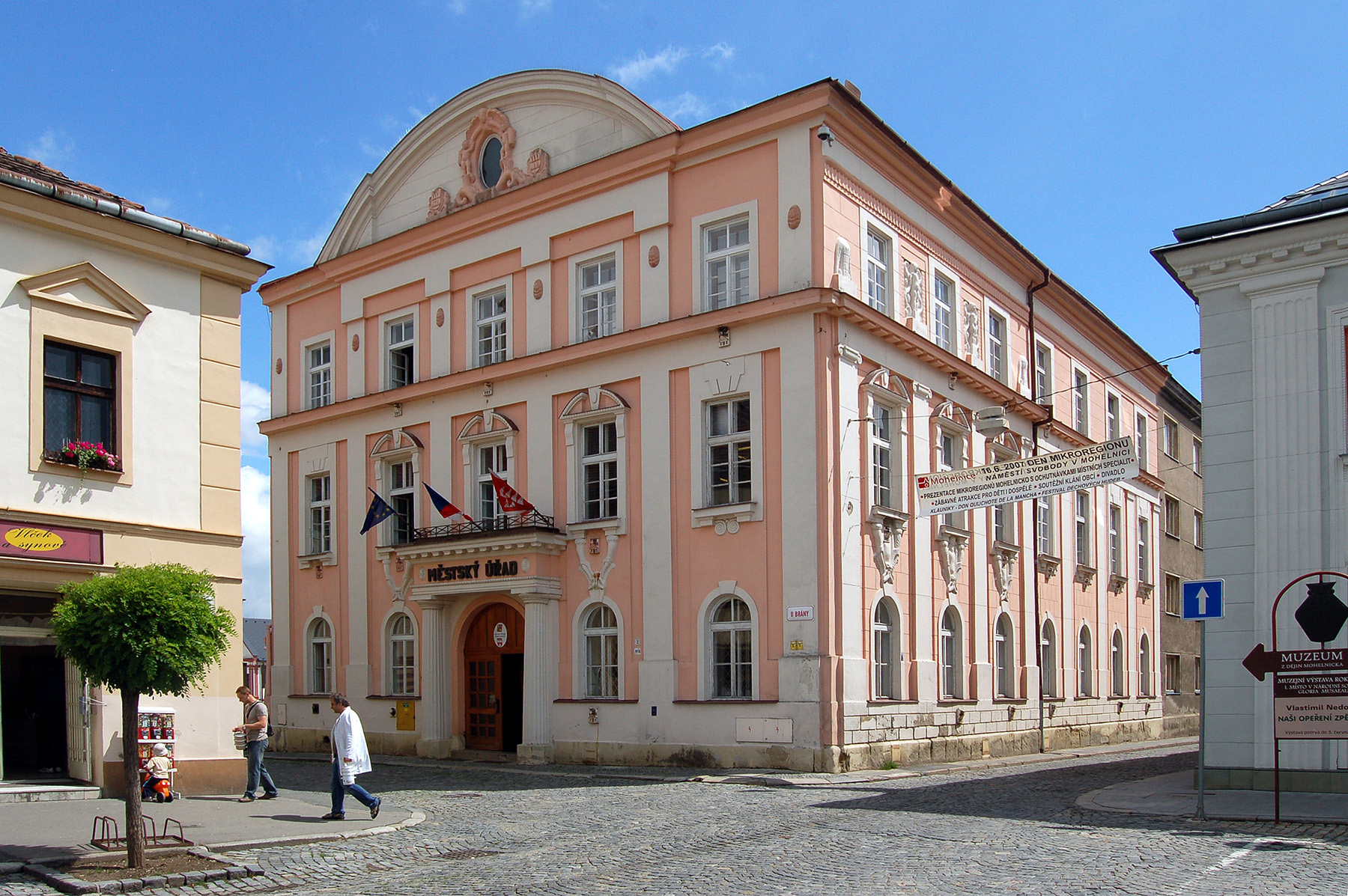
Altes Rathaus
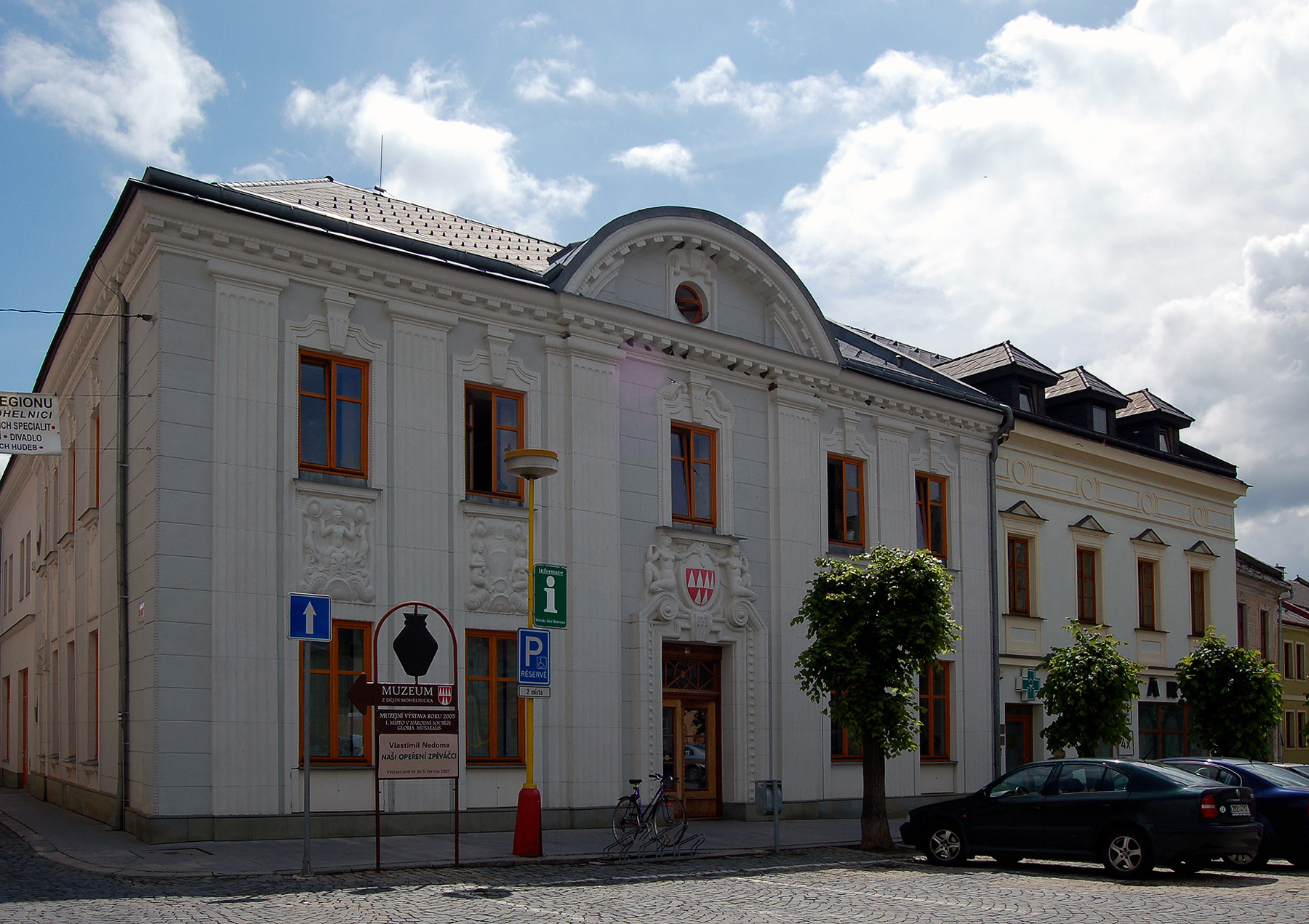
Neues Rathaus

Mit der Ablösung der Grundherrschaften wurde Müglitz 1850 Sitz eines Bezirksgerichts und Steueramtes. In der zweiten Hälfte des 19. Jahrhunderts siedelten sich Industriebetriebe an. 1904 wurde die Firma Doczekal gegründet, das Unternehmen der Elektrotechnikindustrie ist heute ein Produktionsstandort der Firma Innomotics (ehemals Siemens).
Nach dem Münchner Abkommen wurde der Ort dem Deutschen Reich zugeschlagen und gehörte bis 1945 zum Landkreis Hohenstadt, Regierungsbezirk Troppau, im Reichsgau Sudetenland.
Nach dem Zweiten Weltkrieg wurde in Müglitz ein Aussiedlungslager eingerichtet. Hier wurde 1946 die deutsche Bevölkerung des gesamten Umlandes vor der Vertreibung gesammelt. Mit 50 kg Gepäck sollte sie ihre Heimat verlassen. Von tschechischen Beamten wurden allerdings bei sogenannten Transportkontollen von dem zugelassenen, mitgebrachten Gepäck wahllos Kleider, Betten, Geschirre, Gebrauchsgegenstände, Ausweise und Urkunden, Andenken, selbst Kinderspielzeug, beschlagnahmt. Wert- und Schmuckstücke, Briefmarken und Wertsammlungen wurden vielen bereits vorher in ihren Wohnungen geraubt. Von diesem Lager ging es mit dem Zug weiter über die Grenze in das von den alliierten besetzte Deutschland. Jeder Transport bestand aus 40 Güterwaggons mit je 30 Personen. Gepäck und Personen wurden zusammen in einem Waggon untergebracht.

### Demographie
|      |           |                               |
| Jahr | Einwohner | Anmerkungen                   |
| 1880 | 4.601     | 4.443 Deutsche, 72 Tschechen  |
| 1890 | 4.391     | 4.277 Deutsche, 100 Tschechen |
| 1900 | 4.213     | 4.014 Deutsche, 176 Tschechen |
| 1910 | 4.562     | 4.294 Deutsche, 191 Tschechen |
| 1921 | 4.751     | 3.914 Deutsche, 624 Tschechen |
| 1930 | 4.574     | 3.704 Deutsche, 666 Tschechen |
| 1939 | 4.325     | ca. 3688 Deutsche             |

## Gemeindegliederung
Die Stadt Mohelnice besteht aus den Ortsteilen
- Křemačov (Kremetschau) mit Podolíčko (Kleinpoidl)
- Květín (Quittein)
- Libivá (Libein),
- Mohelnice (Müglitz) mit Dolní Krčmy (Niederschwägersdorf) und Horní Krčmy (Oberschwägersdorf)
- Podolí (Großpoidl) mit Horní Válce (Oberwaldsee)
- Řepová (Rippau)
- Studená Loučka (Kaltenlautsch) mit Buková (Dreibuchen) und Bušín (Buschein)
- Újezd (Augezd) mit Dolní Válce (Niederwaldsee).

Grundsiedlungseinheiten sind Buková, Bušín, Horní Krčmy, Křemačov, Květín, Libivá, Mohelnice-jih, Mohelnice-střed, Mohelnice-západ, Moravičanské jezero, Nad dráhou, Podolí, Průmyslový obvod, Řepová, Studená Loučka, Újezd, Za cihelnou, Za sídlištěm und Zámeček.
Das Gemeindegebiet gliedert sich in die Katastralbezirke Buková u Studené Loučky, Bušín u Studené Loučky, Křemačov, Květín, Libivá, Mohelnice, Podolí u Mohelnice, Řepová, Studená Loučka und Újezd u Mohelnice.

## Verkehr
Durch Mohelnice führt die Europastraße 442. In der Stadt endet die von Olomouc kommende Autobahn Dálnice 35 (bis 31. Dezember 2015 Rychlostní silnice 35), die nach Westen als Silnice I/35 weiterführt. Nach Norden zweigt die Silnice I/44 ab. Außerdem zweigen in Mohelnice die Staatsstraßen II/444 nach Úsov, II/635 nach Loštice und II/644 nach Městečko Trnávka ab. Am östlichen Stadtrand verläuft die Bahnstrecke Česká Třebová–Olomouc.

## Sehenswürdigkeiten
- Stadttor von 1540 mit Resten der Burg aus dem 14. Jahrhundert
- Dekanatskirche des. Hl. Thomas von Canterbury, errichtet im 14. Jahrhundert
- Friedhofskirche St. Stanislaus von 1584
- Pestsäule von 1717 auf dem Marktplatz
- Bischöfliches Schloss, heute als Museum genutzt
- Gedenkstätte an der Stelle, wo der Priester Christoph Alois Lautner verbrannt wurde und eine Gedenktafel im Haus der Hexen.
- Jüdischer Friedhof

## Persönlichkeiten

### Söhne und Töchter der Stadt
- Anton Brus von Müglitz (1518–1580), österreichischer Geistlicher, Bischof von Wien und Erzbischof von Prag
- Martin Medek von Müglitz (1538–1590), mährischer Geistlicher, Erzbischof von Prag
- Philipp Fabricius (* vor 1608, † nach 1628), Kanzleisekretär und einer der drei Überlebenden des Zweiten Prager Fenstersturzes 1618
- Thaddäus Supper (1712–1771), mährischer Barockmaler
- Edmund Reitter (1845–1920), deutscher Entomologe, Schriftsteller und Kaufmann
- Karl Penka (1847–1912), Sprachwissenschaftler und Anthropologe
- Max Bernhauer (1866–1946), österreichischer Entomologe (Fachgebiet Staphylinidae)
- Karl Fritscher (1875–1945), Pfarrer und Abgeordneter des tschechoslowakischen Parlaments
- Richard Schmitz (1885–1954), österreichischer Politiker
- Ernst Vasovec (1917–1993), österreichischer Schriftsteller
- Otto Wolf (1927–1945), deutsch-tschechisch-jüdischer Autor, Opfer eines Massakers der Gestapo
- Wolfgang Mück (* 1939), deutscher Pädagoge, Historiker, Heimatforscher und Bürgermeister von Neustadt an der Aisch
- Martin Horák (* 1980), tschechischer Fußballspieler

### Weitere
- Antal Stašek (1843–1931), tschechischer Schriftsteller, lebte von 1913 bis 1914 in der Stadt